# Mai Tai
Mai Tai este un cocktail alcoolic inventat la restaurantul în stil polinezian Trader Vic's din Oakland, California, în 1944. Rivalul lui Trader Vic's, Don the Beachcomber, afirmă că l-a creat inițial în 1933 în barul său nou deschis (ulterior restaurant faimos) din Hollywood. Rețeta lui Beachcomber este mult mai complicată decât cea a lui Trader și are gustul diferit.
"Maita'i" este cuvântul tahitian pentru "bun". Cu toate acestea, numele se scrie în două cuvinte.
Povestea lui Trader Vic despre invenție spune că Trader (Victor J. Bergeron) l-a creat într-o după-amiază pentru niște prieteni în vizită din Tahiti. Unul dintre ei a zis: "Maita'i roa!" (literal, "bun foarte!") — de aici și numele.